# Сента
Сента (серб. Сента, Senta, угор. Zenta) — місто на північному сході Сербії (Воєводина), порт на річці Тиса, біля кордону з Угорщиною.
Населення — 18 704 (2011).

## Історія
Археологічні дослідження навколишньої території показали, що місцевість поблизу сучасного міста була заселена вже в неоліті, першими поселенцями на місці сучасного міста були ймовірно або сармати або авари, найбільший розквіт першопоселення мало в V—IX століттях, угорці з'явилися тут за часів їхнього руху на захід.
Місто-же виросло навколо монастиря. Він був вперше згаданий в 1216 році, як Сцінтарів і розвинувся завдяки сприятливому географічному положенню — тут була важлива переправа через річку Тиса. У 1246 році місто входило в угорський в комітат Чанад, з XIV століття — володіння архієпископа, з 1506 року — вільне королівське місто. У 1526 році місто було зруйноване військами Османської імперії, а на його місці з тих пір існували: турецький форт і сербське село.
11 вересня 1697 року біля річки Тиси відбулася Битва під Зентою, в якій австрійська армія під проводом принца Євгенія Савойського здобула перемогу над військами Османської імперії, якими командував Мустафа II. Після укладення Карловицького миру 1699 року місто було під владою Габсбурзької монархії, як частина військової кордону — прикордонної області на півдні Габсбурзької монархії, охороною кордонів займалися південні слов'яни — гранічарамі, за принципом подібно українським козакам. На початку  1750-х рр. Прикордонний статус міста був скасований і значна частина сербів — гранічаров покинула місто, в основному вони переселялися в Російську імперію, в утворену нову Сербію, а потім і в Слов'яносербія.
В 1769 році в місті сталася пожежа, яка практично знищила місто, потім в XVIII—XIX століттях, місто знову відбудовували нові поселенці угорці, словаки, німці і євреї. На початку XX століття, місто було в складі Угорського Королівства Австро-Угорщини, в комітаті Вач-Бодрог, в ньому проживало 28 500 жителів. За переписом 1910 року, в місті проживало 29 666 жителів, з них 27 221 (91,8 %) говорили угорською, 2020 (6,8 %) говорили сербською і 425 (1,4 %) іншими мовами (у тому числі — 177 по-німецьки). Після Першої світової війни, з 1 грудня 1918 року, Сента у складі Королівства сербів, хорватів і словенців (з 1929  року Королівство Югославія), з тих пір кількість сербського населення міста знову стало зростати.

## Економіка
- Цукровий завод (фабрика). Підприємство «Alltech-Fermin» — виготовлення дріжджів. Акції «TE-TO Senta» входили до складу індексу на Белградській фондовій біржі (2008 рік).

## Освіта та культура
У місті є музей, архів, освітні організації.

## Міста-побратими
- Ніш,  Сербія
- Дунайска-Стреда,  Словаччина
- Годмезевашаргей,  Угорщина
- Крань,  Словенія
- Мукачево,  Україна
- Ґеделле,  Угорщина

## Відомі особистості
У місті народився:
- Боян Пайтич (* 1970) — сербський політик і юрист.